# Blang Lhok Kaju
Blang Lhok Kaju is een bestuurslaag in het regentschap Pidie van de provincie Atjeh, Indonesië. Blang Lhok Kaju telt 424 inwoners (volkstelling 2010).